# Cynanchum subtile
Cynanchum subtile är en oleanderväxtart som beskrevs av S. Liede. Cynanchum subtile ingår i släktet Cynanchum och familjen oleanderväxter. Inga underarter finns listade i Catalogue of Life.